# Matti Häyry
Matti Johannes Häyry, född 20 september 1956 i Åbo, är en finländsk filosof.
Häyry genomgick Kadettskolan 1976–1979 och var 1979–1981 utbildningsofficer vid försvarsmakten. Han avlade politices doktorsexamen 1991 och var 1985–1999 knuten till Helsingfors universitet bland annat som forskare. 1999–2002 var han professor i filosofi vid Kuopio universitet. Sedan 2001 har han verkat som professor i moralfilosofi vid University of Central Lancaster i Preston och förestått universitetets centrum för professionell etik. Sedan 2005 är han utländsk ledamot av Finska Vetenskapsakademien.
Som forskare har Häyry blivit känd för sina arbeten i tillämpad etik, särskilt medicinsk etik. Bland dem märks Rakasta, kärsi ja unhoita - Moraalifilosofisia pohdintoja ihmiselämän alusta ja lopusta (tillsammans med Heta Häyry, 1987) och Liberal utilitarianism and applied ethics (1994), samt ett stort antal artiklar i vetenskapliga samlingsverk och tidskrifter.